# Spaceship Earth (детектор)
Spaceship Earth (англ. космічний корабель Земля) — це мережа нейтронних моніторів, призначених для вимірювання потоку космічних променів, що приходять на Землю з різних напрямків. Усі 12 станцій нейтронного моніторингу розташовані на високій (північній або південній) широті, що робить їхні напрямки детектування більш точними, а їхні енергетичні відгуки однорідними. Їхні комбіновані сигнали забезпечують вимірювання в реальному часі тривимірного розподілу космічних променів, головним чином галактичних космічних променів, а також сонячних енергетичних частинок під час найінтенсивніших сонячних спалахів. Аналіз цих даних можна застосувати в дослідженнях космічної погоди.

## Місцезнаходження
В програмі Spaceship Earth беруть участь установи з США, Росії, Канади та Австралії.
- Інститут Бартола[en] при Делаверському університеті, США, керує станціями в Мак-Мердо (Антарктида), Туле (Гренландія), Інувік (Північно-Західні території, Канада), Форт-Сміт (Північно-Західні території, Канада), Піванак[en] (Онтаріо, Канада) і Нейн (Лабрадор, Канада).
- ІЗМІРАН і Полярний геофізичний інститут, Росія, керують російськими станціями Апатити, Баренцбург, мис Шмідта, Норильськ і затока Тіксі.
- Австралійський антарктичний відділ[en], Австралія, керує станцією в Моусоні (Антарктида).